# Каџаран
Каџаран (јерм. Քաջարան) је град и општина у Јерменији, у Сјуникском марзу. Удаљен је 356 км од Јеревана, 25 км од Капана (административног центра марза) и 50 км северно од границе са Ираном. 
Према подацима статистичког завода Јерменије у граду је 2010. живело 8.498 становника. 
У околини су веома богата налазишта бакра и молибдена а сам град је познат по великом комбинату који се бави прерадом ових руда.

## Географија
Град и општина Каџаран се налазе у југозападном делу јерменског марза Сјуника, смештени у долини реке Вохчи и окружен обронцима Зангезурских и Мегринских планина. Лежи на прелазу између два екосистема на надморској висини између 1.750 m (у долини реке) до 2.100 m. Западно од града налази се и највиши врх Зангезурских планина Капуџух (висок 3.905 м). Подручје се одликује веома јаком ерозијом.
Клима је планинска, а годишњи просек температуре је 6,9 °C. Апсолутни температурни максимум износи 33,5 °C а минимум -18,5 °C. Годишње се у просеку излучи око 600—705 мм падавина, највише у мају и јуну. Просечна влажност ваздуха је 69%, а највлажнији месец је мај са влажношћу од 74%. 

## Историја
Подручје око данашњег града је било стално насељено још у периоду 3. и 2. миленија пре нове ере, а сведоци тих првобитних насеља су бројни пагански храмови који су пронађени у овој области а који датирају из најјранијих времена. У овој области метал се обрађује од бронзаног доба. 
Први већи рудници бакра отворени су 1890. и радили су до 1910. године. Совјетски геолози су током тридесетих година 20. века бројним истраживањима терена утврдили постојање великих залиха бакра у овом подручју због чега је 1952. отворена велика фабрика за прераду руда бакра и молибдена. Убрзо су око рудника и саме фабрике никле бројне радничке кућице које су се убрзо претвориле у право насеље. Каџаран, који је име вероватно добио по истоименом селу које је смештено у овој области, статус града је добио 1958. године и данас је један од седам градских центара у Сјунику. 

## Демографија
Према подацима националне статистичке службе Јерменије за 2010. годину, у Каџарану је живело 8.498 становника. Већину популације овог младог града чине имигранти из Капана и Карабаха, јерменске националности.

## Привреда
Привредну основу самог града, али и целог региона чини експлоатација и прерада руде. 
Планинско подручје око града је веома богато рудама бакра и молибдена, а прва истраживања рудних ресурса овог подручја започела су 1931. године. Експлоатација је започела 1952. године. Руда која се вади у овдашњим рудницима углавном садржи високе проценте молибдена, халкопирита, пирита и магнетита. Од споредних елемената вреди поменути злато, сребро, ренијум, селен и бизмут. Постоје и изразито богате наслаге бакарне руде. У Каџаранском руднику налази се 87% целокупних залиха бакарне руде у региону и 8% целокупних залиха молибдена. 
Руда се обрађује у фабрикама које се налазе у самом граду а послују у саставау Зангезурског комбината за бакар и молибден. У фабрици је у 2002. обрађено преко 8 милиона тона руде, што је око 95% планираних вредности. Већина готових производа се извози. У фабрици је запослено нешто мање од 4.000 људи. Један део руде се у сировом стању превози на обраду у комбинате у Јеревану и Алавердију.
У економском погледу за град је веома важна чињеница да од 2008. кроз њега пролази гасовод који главни град Јереван снабдева природним гасом из Ирана.